# Lars Wichert
Lars Wichert (* 28. November 1986 in Berlin) ist ein ehemaliger deutscher Leichtgewichts-Ruderer, der heute als Triathlet aktiv ist. Er wird in der Bestenliste deutscher Triathleten auf der Ironman-Distanz geführt.

## Werdegang
Wichert begann seine Wettkampfkarriere beim Spandauer RC Friesen und wechselte dann zum Ruder-Club Allemannia von 1866 nach Hamburg.

### Weltmeister 2010
Bei den Ruder-Weltmeisterschaften 2009 gewann er die Silbermedaille im Leichtgewichts-Doppelvierer. Im Jahr darauf erreichte er bei den Weltmeisterschaften auf dem Lake Karapiro in Neuseeland in drei Leichtgewichts-Bootsklassen das Finale: Er gewann Gold im Achter und im Doppelvierer und belegte zusammen mit Daniel Wisgott den fünften Platz im Zweier ohne Steuermann. 2011 gewann Wichert den deutschen Meistertitel im Leichtgewichts-Vierer ohne Steuermann zusammen mit Bastian Seibt und den Brüdern Jochen und Martin Kühner. Bei den Weltmeisterschaften 2011 gewann er zusammen mit Bastian Seibt die Bronzemedaille im ungesteuerten Zweier.

### Weltmeister 2012
2012 belegte Wichert den neunten Platz im Vierer bei den Olympischen Spielen in London und gewann im Achter den Titel bei den Weltmeisterschaften in den nicht-olympischen Bootsklassen.
In den nächsten Jahren ruderte Wichert im Vierer, erreichte aber nur mit dem fünften Platz bei den Europameisterschaften 2014 eine Platzierung im A-Finale. 2016 trat Wichert zusammen mit Jonathan Koch, Lucas Schäfer und Tobias Franzmann im Leichtgewichts-Vierer an. Bei den Europameisterschaften in Brandenburg an der Havel gewann dieser Vierer die Bronzemedaille hinter den Schweizern und den Briten. Drei Monate später erreichten die vier den neunten Platz bei den Olympischen Spielen in Rio de Janeiro.
Neben dem Rudern ist Wichert auch außerhalb des Boots sportlich aktiv. Im März 2017 nahm er zusammen mit dem ehemaligen Ruderer Philipp Birkner an dem Mountainbike-Etappenrennen Cape Epic teil. Dort startete er für das Team Wirfueryannic e. V., das sich gegen die Stigmatisierung von Menschen mit Depressionen einsetzt und über die Erkrankung aufklärt.

### Triathlon seit 2018
In den Jahren 2021 und 2024 gewann Wichert den Ironman Hamburg (3,86 km Schwimmen, 180,2 km Radfahren und 42,195 km Laufen) als reines Amateurrennen. Profiathleten waren bei diesen Rennen nicht zugelassen.

## Sportliche Erfolge
| Datum/Jahr    | Platz | Wettbewerb                       | Austragungsort    | Zeit     | Bemerkung |
| ------------- | ----- | -------------------------------- | ----------------- | -------- | --- |
| 26. Okt. 2024 | 44    | Ironman Hawaii                   | Kailua-Kona       | 08:36:17 | Ironman World Championships, Platz 9 über alle Altersklassen, Platz 3 in der Altersklasse M35-39, erster deutscher Finisher über alle Altersklassen |
| 3. Aug. 2024  | 2     | Norseman Xtreme Triathlon        | Eidfjord          | 10:39:22 | |
| 2. Juni 2024  | 1     | Ironman Hamburg                  | Hamburg           | 07:50:42 | reines Amateurrennen |
| 5. Aug. 2023  | 5     | Norseman Xtreme Triathlon        | Eidfjord          | 10:19:38 | |
| 25. Juni 2023 | 19    | Challenge Roth                   | Roth              | 08:15:35 | [ 8 ] |
| 28. Okt. 2022 | 71    | Ironman 70.3 World Championships | St. George (Utah) | 04:08:22 | |
| 8. Okt. 2022  | 120   | Ironman Hawaii                   | Kailua-Kona       | 09:12:44 | |
| 29. Aug. 2021 | 1     | Ironman Hamburg                  | Hamburg           | 08:12:46 | erster Start auf der Ironman-Distanz; reines Amateurrennen                                                                                          |